# Torrent de la Riera (Granera)

El Torrent de la Riera, respecte del terme de Granera

El torrent de la Riera és un torrent del terme municipal de Granera, al Moianès.
Està situat a la zona central del terme, al sud-est del poble de Granera. Discorre pel costat de llevant de la masia de la Riera, que li dona nom. Es forma a prop i al nord-est de la masia de l'Óssol i al sud-oest de la de Tantinyà per la unió del torrent de l'Óssol i el torrent del Salamó; des d'aquest punt davalla cap al nord, fent amples girangonses, i passa ran i a llevant de la masia de la Riera. Poc després rep per la dreta el torrent de Tantinyà, i deixa a la dreta la Baga de Tantinyà abans de rebre aquest afluent i l'Hort del Pi just després. A continuació deixa a l'esquerra -ponent- el paratge del Camí de la Riera, just abans de rebre per l'esquerra el torrent del Prat. Fent grans giragonses, el torrent deixa a la dreta la Carena de Serraltes i a l'esquerra el Serrat de les Puces, entre els quals troba el Gorg de l'Infern. Al cap de poc arriba a migdia de la Plana del Mas, on s'ajunta amb el torrent de Salvatges per formar la riera del Marcet.